# Правителство на Георги Димитров 1
Първото правителство на Георги Димитров е шестдесет и пето правителство на България (първо на Народна република България), избрано от VI велико народно събрание на 23 ноември 1946 г. Управлява страната до 11 декември 1947 г., след което се преобразува във второто правителство на Георги Димитров.

## Политика

### Външна политика
Новият кабинет е напълно доминиран от комунистите. Във външната политика задачата му е да изведе България от международната изолация чрез сключване на мирен договор с държавите от антифашистката коалиция и по-нататъшно обвързване със СССР и държавите с прокомунистическа диктатура. Откритата на 29 юли 1946 г. Парижката конференция завършва на 10 февруари 1947 г. с подписването от страна на воюващите страни на Парижкия мирен договор. България е представлявана от Кимон Георгиев, Александър Оббов и Трайчо Костов, които слагат подписите си под документа, влизащ в сила от 15 септември същата година. Тя запазва териториите си от 1 януари 1944 г. и се задължава да плати репарации на Гърция (45 милиона долара) в стоки за срок от осем години. Числеността на българската армия е сведена до 65 хиляди души. В хода на прилагането на договора Югославия се отказва от репарациите. Сближаването с Югославия е за сметка на националните интереси. Отечественофронтовската власт приема идеята на Коминтерна за съществуване на македонска нация и започва подготовка за предаване на Пиринския край на Югославия. В областта са изпратени от Белград „македонски учители“, а местното население насилствено е заставяно да се определи като македонско. На югославските власти са предадени голяма част от архивите на ВМРО, както и списъци на неговите членове във Вардарска Македония. Хиляди от тях са екзекутирани, изпратени в лагери или принудени да емигрират в САЩ и Канада. Благодарение на влошаването на съветско-югославските отношения, Пиринския край остава в границите на българската държава.

### Вътрешна политика
Вътрешната политика на кабинета е насочена към пълната концентрация на икономическата и политическата власт в ръцете на комунистите. За стабилизиране на икономиката е приет двугодишен народностопански план (1947 – 1948), организирано е младежко бригадирско движение и са набелязани мерки за укрепване на трудовите кооперативни земеделски стопанства. Въпреки тях темповете на коопериране са бавни, а добивите от зърно и месо са много по-ниски от тези при частните стопани. Част от селяните напускат кооперациите.
След разгрома на опозиционните буржоазни партии е нанесен удар върху бившите съюзници на ОФ – земеделците на Никола Петков. На 26 август 1947 г. VI велико народно събрание гласува „Закон за разтуране на БЗНС „Никола Петков““ и всичките му секции. Анулиран е депутатският имунитет на членовете на парламентарната му група, а водачите му са екзекутирани или осъдени на затвор. Имуществото на организацията е национализирано. Особено жестока е разправата на органите за сигурност с опозиционерите, които чрез въоръжени групи (горяни) се опитват да се противопоставят на комунистическите репресии или да напуснат нелегално страната.

### 1947, разпускане на правителството
Разгромът на опозицията дава възможност на комунистите да пристъпят към осъществяване на най-важната задача в икономическата си програма – национализация на предприятията, мините и банките и коопериране на земята. На 6 декември 1947 г. влиза в сила и новата конституция на Народна република България, която осигурява законовата база за по-нататъшното настъпление на комунистическата диктатура.

## Съставяне
Кабинетът, оглавен от Георги Димитров, е съставен от политически дейци на Отечествения фронт (Народния съюз „Звено“, БРП (к.), БРСДП, БЗНС) и безпартийни интелектуалци. Няма представител на РП. Министър-председателския пост и най-важните министерства са в ръцете на комунистите.

### Кабинет
Сформира се от следните 19 министри и един председател:
| министерство                                                      | име | име              | партия     |
| ----------------------------------------------------------------- | --- | ---------------- | ---------- |
| председател на Министерския съвет                                 |     | Георги Димитров  | БРП (к.)   |
| подпредседател на Министерския съвет, външни работи и изповедания |     | Кимон Георгиев   | Звено      |
| подпредседател на Министерския съвет, министър без портфейл       |     | Александър Оббов | БЗНС       |
| подпредседател на Министерския съвет, министър без портфейл       |     | Георги Попов     | БРСДП      |
| подпредседател на Министерския съвет, министър без портфейл       |     | Трайчо Костов    | БРП (к.)   |
| вътрешни работи                                                   |     | Антон Югов       | БРП (к.)   |
| народно просвещение                                               |     | Минчо Нейчев     | БРП (к.)   |
| финанси                                                           |     | Иван Стефанов    | БРП (к.)   |
| правосъдие                                                        |     | Ради Найденов    | БЗНС       |
| война                                                             |     | Георги Дамянов   | БРП (к.)   |
| търговия и продоволствие                                          |     | Йордан Божилов   | БРП (к.)   |
| земеделие и държавни имоти                                        |     | Георги Трайков   | БЗНС       |
| обществени сгради, пътища и благоустройство                       |     | Георги Драгнев   | БЗНС       |
| железници, пощи и телеграфи                                       |     | Стефан Тончев    | БЗНС       |
| народно здраве                                                    |     | Рачо Ангелов     | БРП (к.)   |
| социална политика                                                 |     | Здравко Митовски | БРСДП      |
| информация и изкуства                                             |     | Димо Казасов     | безпартиен |
| електрификация, води и природни богатства                         |     | Манол Сакеларов  | БРП (к.)   |
| индустрия и занаяти                                               |     | Христо Лилков    | Звено      |
| председател на Върховния стопански съвет                          |     | Добри Терпешев   | БРП (к.)   |

## Събития

### 1946
- 29 юли 1946 – Откритата е Парижка конвенция, която завършва на 10 февруари 1947 г. с подписване на мирни споразумения между воюващите страни.

### 1947
- 26 август 1947 – Великото народно събрание гласува „Закон за разтуране на БЗНС „Никола Петков““ и всичките му секции.
- 6 декември 1947 – Влиза в сила новата конституция на Народна република България.